# Mitterdorf an der Raab
Mitterdorf an der Raab – gmina w Austrii, w kraju związkowym Styria, w powiecie Weiz. Liczy 2079 mieszkańców (1 stycznia 2015).